# Arnold von Winckler
Arnold von Winckler (Neisse, 17 de febrero de 1856 - Bad Freienwalde, 24 de julio de 1945) fue un oficial militar prusiano, y un general en la I Guerra Mundial.
Era el hijo del Teniente General Ewald Fedor von Winckler (1813-1895) y se unió al Ejército prusiano a la edad de 17 años. Para 1912 comandaba la 2.ª División de Infantería de Guardias en Berlín.
Al estallar la I Guerra Mundial, combatió con su división en el frente occidental como parte del 2.º Ejército y participó en la Primera Batalla del Marne. A principios de 1915, su división fue trasladada al frente oriental, donde combatió en la Ofensiva de Gorlice-Tarnów.
El 29 de junio, recibió el mando del XXXXI Cuerpo de Reserva y en septiembre el del IV Cuerpo de Reserva para participar en la invasión de Serbia.
En marzo de 1916, tomó el mando del 11.º Ejército de manos de Max von Gallwitz en el frente de Salónica. Conjuntamente con sus aliados búlgaros, mantuvo la línea de frente hasta que fue relevado de su mando en junio de 1917. Fue enviado a comandar el I Cuerpo para contrarrestar la Ofensiva Kerensky rusa. Después del armisticio con Rusia en febrero de 1918, recibió el mando del XXV Cuerpo de Reserva en el frente occidental, donde luchó hasta noviembre de 1918. Von Winckler se retiró del ejército en enero de 1919.
Murió en 1945 en Bad Freienwalde.